# 蘇爾登巴克河

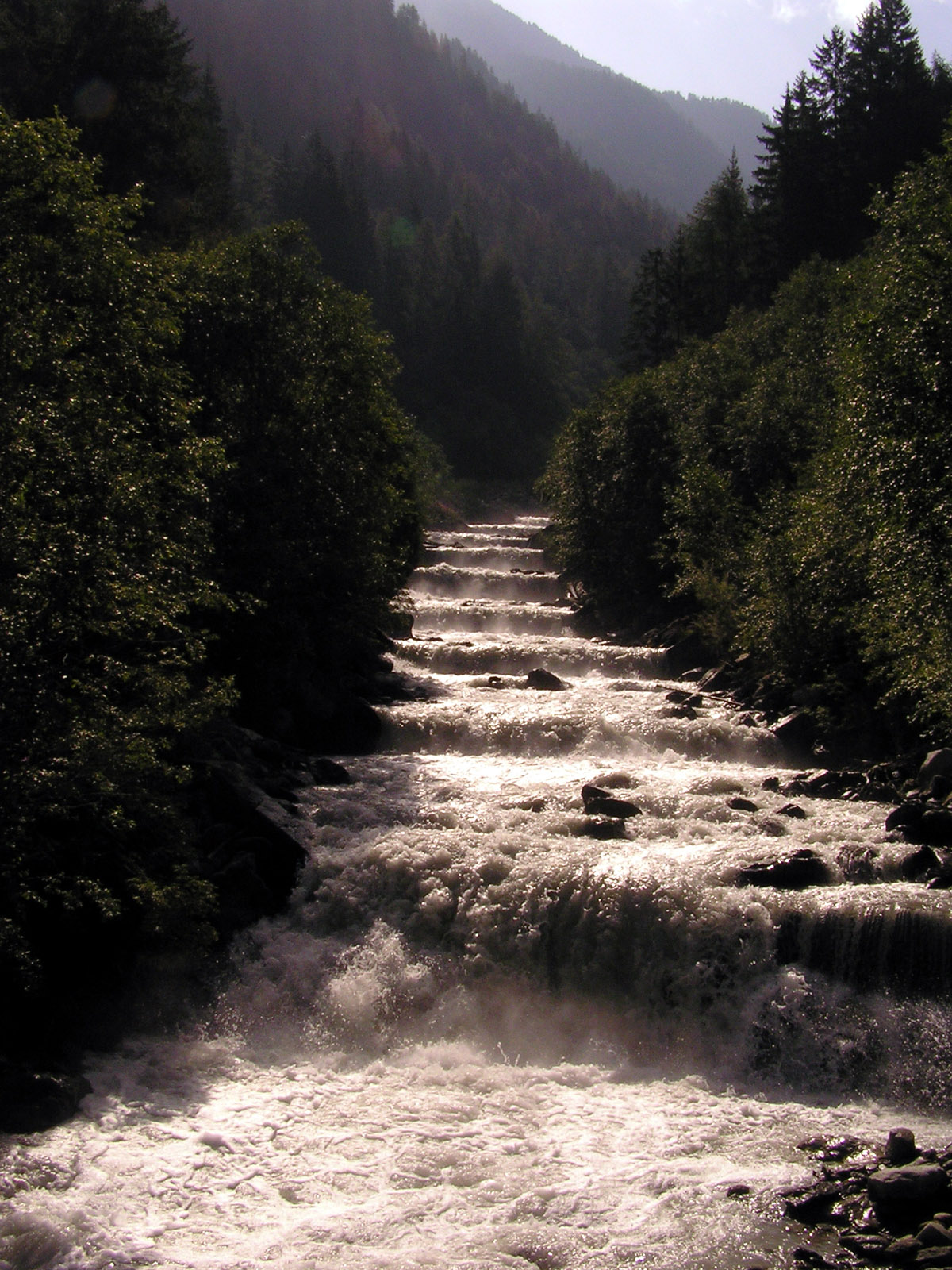

蘇爾登巴克河是意大利的河流，位於波爾扎諾自治省，屬於阿迪傑河的支流，河道全長21.4公里，流域面積161平方公里，河口處在普拉托阿洛斯泰爾維奧。

## 外部連結
- Civic Network of South Tyrol （页面存档备份，存于） （德文）

46°37′59″N 10°36′42″E / 46.63306°N 10.61167°E